# Liste de jeux Ocean Software
La liste de jeux Ocean Software répertorie les jeux édités par la compagnie Ocean Software, par ordre chronologique. Elle inclut les jeux édités sous le label Imagine et les jeux développés par Infogrames UK.
L'article distingue les productions originales sur systèmes familiaux et les conversions de jeux d'arcade.

## Productions originales
Note : Les dates correspondent à la première sortie.
1983
- Armageddon

### 1984
- Bangers and Mash
- Chinese Juggler, The
- Daley Thompson's Decathlon
- Eskimo Eddie
- High Noon
- Gilligan's Gold
- Mr. Wimpy: The Hamburger Game
- Pedro

### 1985
- Fi$tful of Buck$, A
- Frankie goes to Hollywood
- Hunchback II: Quasimodo's Revenge
- It's a Knockout
- Kong Strikes Back!
- Neverending Story, The
- Roland's Ratrace
- Tornado Low Level
- Transformers
- World Series Baseball
- World Series Basketball

### 1986
- Batman
- Cobra
- Great Escape, The
- Helikopter Jagd
- Highlander
- Hunchback: The Adventure
- Knight Rider
- Konami's Golf
- Match Day
- Miami Vice
- M.O.V.I.E.
- N.O.M.A.D.
- Parallax
- Rambo: First Blood Part II
- Short Circuit
- Super Bowl XX
- V: The Computer Game
- Yie Ar Kung-Fu II

### 1987
- Army Moves
- Double Take
- Head over Heels
- Madballs
- Match Day II
- Mutants
- Starace
- Tai-Pan
- Top Gun
- Where Time Stood Still
- Wizball

### 1988
- Batman: The Caped Crusader
- Daley Thompson's Olympic Challenge
- Eco
- Firefly
- G.U.T.Z.
- Hyper Active
- Moonshadow
- Platoon
- Rambo III
- Target: Renegade
- Vindicator!, The

### 1989
- Batman: The Movie
- Beach Volley
- Red Heat
- Renegade III: The Final Chapter
- Run the Gauntlet
- Untouchables, The
- Voyager

### 1990
- Adidas Championship Football
- Adidas Championship Tiebreak
- Battle Command
- Burnin' Rubber
- F29 Retaliator
- Ivanhoe
- Lost Patrol, The
- Nightbreed: The Action Game
- Nightbreed: The Interactive Movie
- RoboCop 2
- Total Recall

### 1991
- Arachnophobia
- Darkman
- Elf
- Hudson Hawk
- Legend of Billy the Kid, The
- Navy Seals
- Simpsons, The: Bart vs. the Space Mutants
- Terminator 2: Judgment Day
- Wild Wheels
- WWF WrestleMania

### 1992
- A-Train
- Addams Family, The
- Le Bossu (Super Hunchback)
- Cool World
- Epic
- España: The Games '92
- Hook
- Lethal Weapon
- McDonaldland
- Parasol Stars
- Push-Over
- RoboCop 3
- RoboCop 3 (D.I.D.)
- RoboSport
- SimAnt
- SimEarth: The Living Planet
- Wizkid
- WWF European Rampage Tour

### 1993
- Addams Family, The: Pugsley's Scavenger Hunt
- Burning Rubber
- Dennis
- International Open Golf Championship
- Jurassic Park
- Olympique de Marseille
- One Step Beyond
- Sleepwalker
- Universal Monsters[2]

### 1994
- Jungle Strike
- Jurassic Park Part 2: The Chaos Continues
- Kid Chaos
- Mr. Nutz
- Inferno
- PGA European Tour
- Ryder Cup: Johnnie Walker
- Shaq Fu

### 1995
- Addams Family Values
- Waterworld

### 1997
- GT Racing 97

## Conversions de jeux d'arcade
Note : Les dates correspondent à la sortie de la première adaptation.

### 1983
- Hunch Back

### 1984
- Cavelon

### 1985
- Hyper Sports
- Mikie
- Yie Ar Kung-Fu

### 1986
- Donkey Kong
- Galivan: Cosmo Police
- Green Beret
- Konami's Ping-Pong
- Konami's Tennis
- Legend of Kage, The
- Terra Cresta

### 1987
- Arkanoid
- Athena
- Boot Camp
- Combat School
- MagMax
- Mario Bros.
- Psycho Soldier
- Renegade
- Slap Fight
- Tank

### 1988
- Dragon Ninja
- Comic Bakery
- Gryzor
- Guerrilla War
- Operation Wolf
- Play for Your Life
- Rastan
- Salamander
- Typhoon
- WEC Le Mans

### 1989
- Arkanoid: Revenge of Doh
- Cabal
- Chase H.Q.
- Dragon Ninja
- Jackal
- Midnight Resistance
- New Zealand Story, The
- Operation Thunderbolt
- Rainbow Islands
- RoboCop
- Sly Spy: Secret Agent
- Victory Road: The Pathway to Fear

### 1990
- Midnight Resistance
- NARC
- Pang
- Plotting
- Puzznic
- Chase H.Q. II: Special Criminal Investigation
- Shadow Warriors

### 1991
- Double Dragon
- Smash TV
- Toki

### 1992
- Liquid Kids[2]
- Space Gun